# Cárpatos

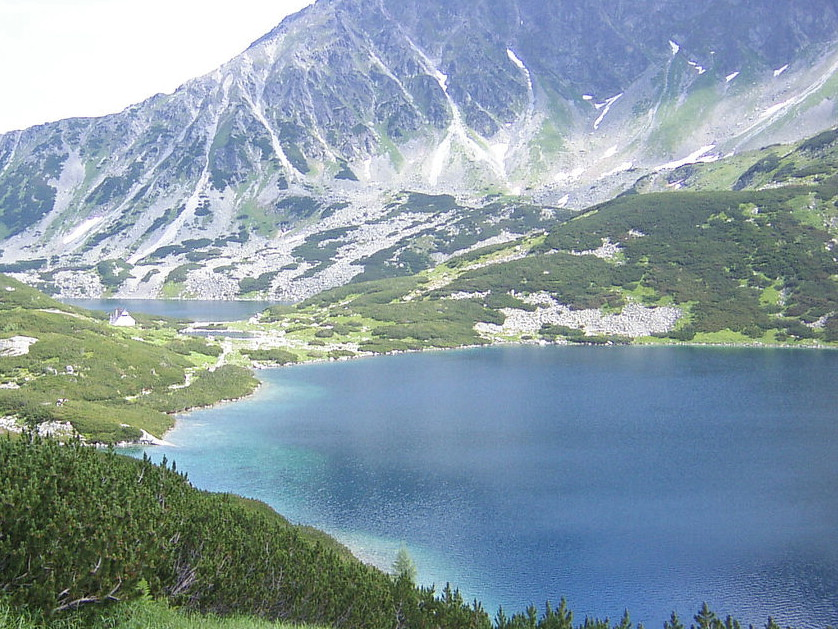
Cárpatos ocidentais em Alto Tatra, Polônia

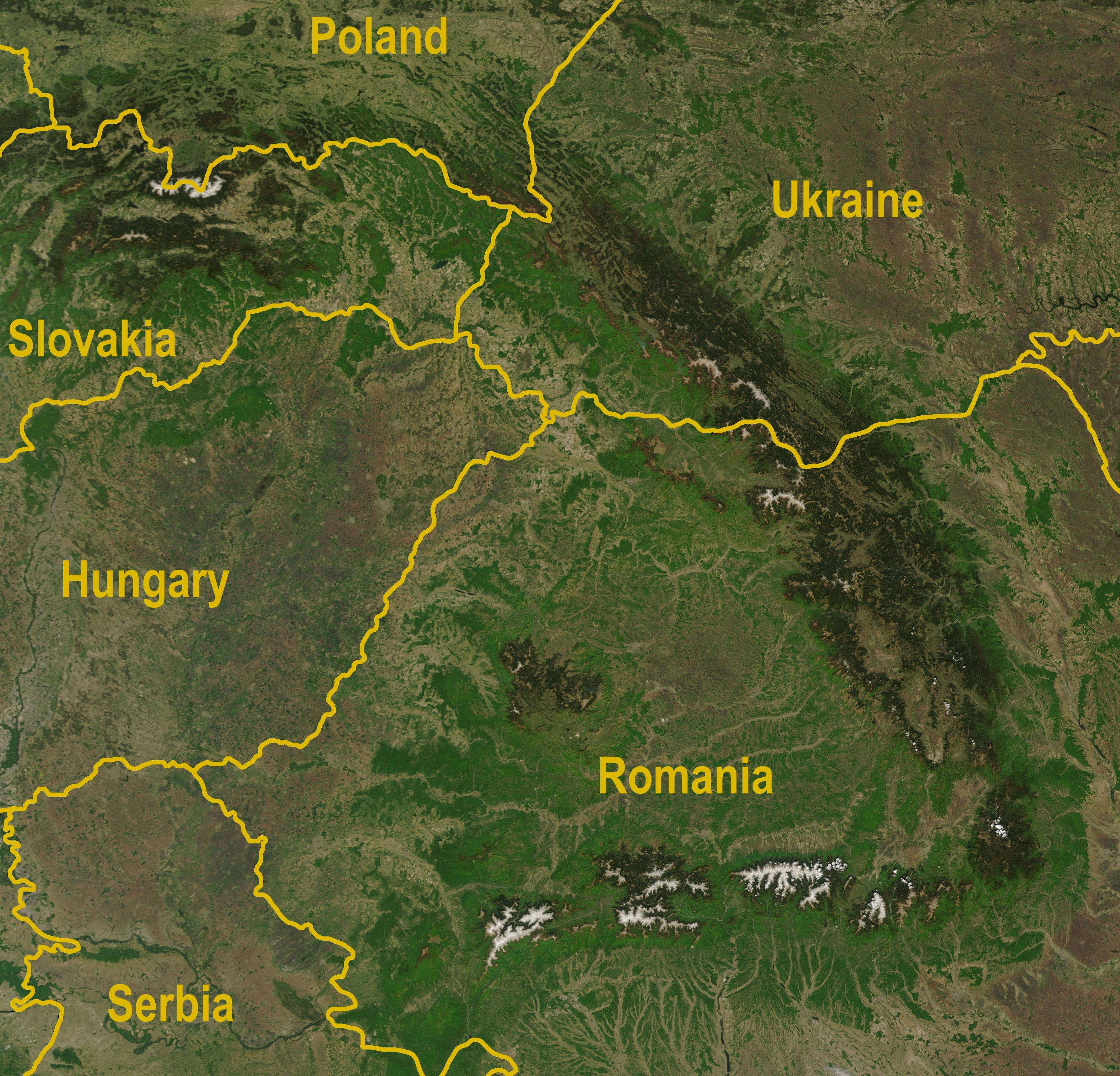
Imagem de satélite dos Cárpatos

Os Cárpatos (checo, eslovaco e polaco Karpaty, ucraniano Карпати [Karpati], romeno Carpați, húngaro Kárpátok) formam a ala oriental do grande sistema de montanhas da Europa, percorrendo 1 500 km ao longo das fronteiras da República Checa, Eslováquia, Polónia, Roménia e Ucrânia. Constituindo a segunda cadeia mais longa de montanhas da Europa (atrás apenas dos Alpes Escandinavos), os Cárpatos abrigam as maiores populações europeias de ursos-pardos, lobos, camurças e linces, além de um terço de todas as espécies vegetais da Europa.
Desde 2003, o patrimônio geológico e natural dos Cárpatos é protegido por um acordo mútuo entre os países que o contêm, conhecido como Convenção dos Cárpatos

## Nome
O nome vem do grego trácio Καρπάτῆς όρος (Karpates oros), que significa "montanhas rochosas".
A região foi habitada pela tribo dácia dos Carpos, que vivia no primeiro milênio a.C. nas elevações orientais das montanhas; seu nome deve ter origem correlacionada à dos próprios montes. Em documentos romanos tardios, os Cárpatos Orientais eram chamados Montes Sarmatici (provavelmente relacionado aos Sármatas), enquanto os ocidentais já recebiam o nome Carpates. A 'Geografia de Ptolomeu registra o uso do nome. Na Saga de Hervör, o nome das montanhas aparece na forma germânica Harvaða fjöllum (ver Lei de Grimm). Documentos húngaros dos séculos XIII-XV nomeiam tais montanhas como Torchal, Tarczal ou, menos frequentemente, Montes Nivium.

## Geografia
Os Cárpatos começam no Danúbio perto de Bratislava e Viena, contornaram a Hungria e a Transilvânia em um largo semicírculo cuja concavidade está dirigida ao sudoeste e terminam-se novamente no Danúbio, entre a Romênia e a Sérvia. O comprimento total dos Cárpatos é de mais de 1 500 km e sua largura varia entre 12 e 500 km. A total coberta é de 209 000 km², com 53% na Romênia, 17% na Eslováquia, 10% na Ucrânia, 9% na Polônia, 4% na Sérvia, 4% na Hungria, na República Tcheca e 0,2% na Áustria. A região de maior altura dos Cárpatos, nos Tatra, entre a Eslováquia e a Polônia, coincide com sua maior largura.
Da mesma forma que os Alpes, os Cárpatos não formam uma cadeia ininterrupta de montanhas, mas são compostos de diversos grupos distintos tanto orográfica como geologicamente. Seus picos raramente atingem mais do que 2 500 m e, portanto, não apresentam regiões de neve eterna tampouco grandes geleiras.
Os Cárpatos são separados de outras regiões montanhosas pelos vales de alguns grandes rios. Assim, o Danúbio, na região de Bratislava, os separa dos Alpes (que toca os Cárpatos nos Montes Leitha e Bakony) e na região de Orsova os separa dos Bálcãs. Os vales do rio March e do rio Oder separam os Cárpatos das cadeias da Silésia e da Morávia. A sudoeste, são margeados pela Panoniana enquanto a nordeste encontram a planície da Galícia.

### Divisões

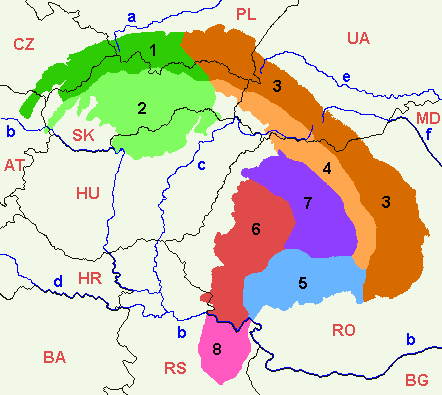
Principais regiões dos Montes Cárpatos.
1. Cárpatos Ocidentais Exteriores
2. Cárpatos Ocidentais Interiores
3. Cárpatos Orientais Exteriores
4. Cárpatos Orientais Interiores
5. Cárpatos Meridional
6. Montes Apuseni
7. Planalto da Transilvânia
8. Cárpatos Sérvios
São mostrados também os principais rios que nascem no complexo: a. Vístula, b. Danúbio, c. Tisa, d. Sava, e. Dniestre, f. Prut.

Os Cárpatos podem ser divididos de algumas maneiras diferentes, dependendo do interesse geográfico ou cultural. A chamada divisão horizontal separa em Cárpatos externos, mais baixos e mais ao norte, e Cárpatos internos, mais ao sul. Já a divisão vertical separa em Cárpatos ocidentais, orientais e meridionais.
Uma divisão mais completa e consensual separa nas seguintes oito regiões:
1. Cárpatos Ocidentais Exteriores, com paisagens menos montanhosas e de baixa altitude,[7] incluindo a cadeia dos Beskides;
2. Cárpatos Ocidentais Interiores, contidos principalmente na Eslováquia central e norte da Hungria e consistindo em cadeias isoladas e separadas por vales profundos; dentre elas, destacam-se as Montanhas Tatra, a região mais elevada dos Cárpatos;[7]
3. Cárpatos Orientais Exteriores, contidos na Polônia, Ucrânia e Romênia, um pouco mais acidentados e mais compactos que os Cárpatos Ocidentais Exteriores;[7] incluem os Bieszczady poloneses;
4. Cárpatos Orientais Interiores, incluindo os Montes Rodna;
5. Cárpatos Meridionais ou Alpes da Transilvânia, que são o segundo grupo de montanhas mais altas da região (cerca de 2 500 m), contendo amplos vales e tendo como pico o Monte Moldoveanu;
6. Montes Apuseni ou Montes do Entardecer, contidos inteiramente na Romênia. São ricos em cavernas e montanhas isoladas, com passagens fáceis entre elas. Seus picos mais altos são os Montes Bihor;
7. Planalto da Transilvânia: uma região com vales e cânions cercados por pequenas cadeias de montanhas, com alturas entre 150 e 250 metros;
8. Cárpatos Sérvios: inclui os bancos meridionais do Danúbio, as Portas de Ferro e o Parque Nacional de Đerdap.

### Montanhas principais
A montanha mais alta é a Gerlachovsky na Eslováquia, com 2 655 metros de altitude. Os 15 picos mais altos, incluindo o Gerlachovsky, situam-se na cadeia das Montanhas Tatra. Além deles, outros picos acima de 2 500 m podem ser encontrados nos Alpes da Transilvânia, notadamente nas cadeias de montanhas Făgăraş, Parâng, Retezat e Bucegi.

### Hidrologia
Os Cárpatos abrigam as nascentes de muitos dos principais rios da Europa Central, incluindo o Vístula, o Dniestre e muitos afluentes do Danúbio, como Váh, Tisa, Olt, Siret e Prut. Cerca de 90% de suas águas correm para o Mar Negro, embora alguns rios que descem pela face norte da cordilheira corram para o Mar Báltico.
Os rios dos Cárpatos têm dois períodos anuais de cheia, um na primavera (Março-Abril) e outro, mais forte, no verão (Junho-Julho), que frequentemente levam a enchentes desastrosas. Para tentar combater o problema, foram construídos alguns grandes reservatórios de águas, principalmente no vale do Danúbio, na fronteira entre a Romênia e a Sérvia.

### Clima
O clima é do tipo continental, com temperaturas entre 19 e 38 °C no verão e entre -12 e 3 °C no inverno.
Os invernos são governados pelas massas de ar polares vindos do nordeste e do leste, enquanto, nas outras estações, predominam as massas de ar oceânicas, vindas a oeste. A distância do Oceano Atlântico e a influência das massas de ar dos Alpes e do Maciço da Boêmia geram baixos índices de precipitação nos Cárpatos (ficando em torno dos 1 800 mm anuais nos maciços mais altos e abaixo de 600 mm nas áreas de depressão).

## Demografia
A população em torno dos Cárpatos é estimada em cerca de 17 milhões de habitantes. Fora dos grandes centros urbanos, as zonas oriental e meridional possuem densidade populacional muito menor que a zona ocidental.
Os principais centros urbanos, em ordem decrescente de população (acompanhados do país a que pertence e do número de habitantes), são: Bratislava (Eslováquia: 475 503), Cluj-Napoca (Romênia: 324 576), Braşov (Romênia: 285 000), Košice (Eslováquia: 234 000), Oradea (Romênia: 205 000), Miskolc (Hungria: 180 000), Sibiu (Romênia: 155 000), Târgu Mureș (Romênia: 146 000), Baia Mare (Romênia: 138 000), Tarnów (Polônia: 117 000), Râmnicu Vâlcea (Romênia: 111 000), Uzhhorod (Ucrânia: 111 300), Piatra Neamţ (Romênia: 106 000), Suceava (Romênia: 105 000), Drobeta-Turnu Severin (Romênia: 105 000).